# Il venait d'avoir 18 ans
Il venait d'avoir 18 ans is een Frans liedje gezongen door Dalida in de periode 1973-1974. Het lied werd geschreven door Pascal Sevran, Serge Lebrail en Pascal Auriat. Het was de vijfde en laatste single van het album Julien...
Het was een van de grootste hits van het jaar 1974: het behaalde de nummer 1-positie van de hitlijsten in negen landen (waaronder Duitsland, waar bijna 3,5 miljoen exemplaren verkocht werden).
Het nummer verscheen in 6 talen (Frans, Duits, Spaans, Italiaans, Engels en Japans).
De muziek is gebaseerd op het nummer Comme ils disent van de Franse zanger Charles Aznavour.
Het lied, dat oorspronkelijk niet voor Dalida bedoeld was, werd haar voorgelegd als laatste redmiddel, omdat ze al tal van andere nummers had afgewezen.
In het Nederlands werd het nummer gecoverd door Conny Vandenbos onder de titel Hij was pas achttien.